# HEY (石川晃次のアルバム)
HEYは、2012年12月12日に発表された石川晃次の4作目のオリジナルアルバム。

## 収録曲
ディスク1
1. へぃ
2. 羅針の指す方へ
3. 悲しい時の悲しい歌
4. らららって感じで
5. 海でも泳いじゃいなよ
6. ライフスタイル
7. 明日はどっちだ
8. 振り向いてみても
9. 欲望の楽園
10. 密かな誓い
11. いいんじゃない
12. あの時、あなたと、あの場所で

ディスク2
1. 心色探しながら -Original Version-
2. この空と大地を忘れない -Studio Session-
3. この道の果て -Original Version-
4. I guess this is love -Version 12-
5. 「君を好きだ」という気持ち -Version 12-

全作詞、作曲、編曲：石川晃次